# 주장신청 자동운송 체계
주장신청 자동운송 체계(珠江新城旅客自动输送系统, Zhujiang New Town Automated People Mover System, APM)는 중국 광둥성 광저우시의 신교통 시스템 노선이다.
주로 톈허 구의 주장신청 중심 업무 지구를 운행한다. 지하에 건설되어 있으며, 자동으로 운행한다. 2010년 아시안 게임 이전에 가동할 예정이다.

## 개요
주장신청 APM의 전체 길이는 3.49 km이며, 9개역으로 지하에 건설되어 있다.

## 운행 시간
매일 아침 6:00부터, 자정 12:00까지 운행하며, 주말이나 휴일, 주요 행사 기간 등에는 추가 연장 운행을 하기도 한다.

## 차량
봄바디어 INNOVIA APM의 100열차량과 14대의 전차를 주문했다. 본선에 채용된 제어체계는 봄바디어 CITYFLO650형(Bombadier CITYFLO650) 자동제어 체계이다. CITYFLO 650은 무인 운행이 가능하고, 시간당 최대 4500명의 승객을 운송할 수 있다. INNOVIA APM 100열 차량은 길이가 12.8m, 높이 2.8m, 무게 15톤이며 차량의 최대 운행 속도는 55 km/h이다.

## 역목록

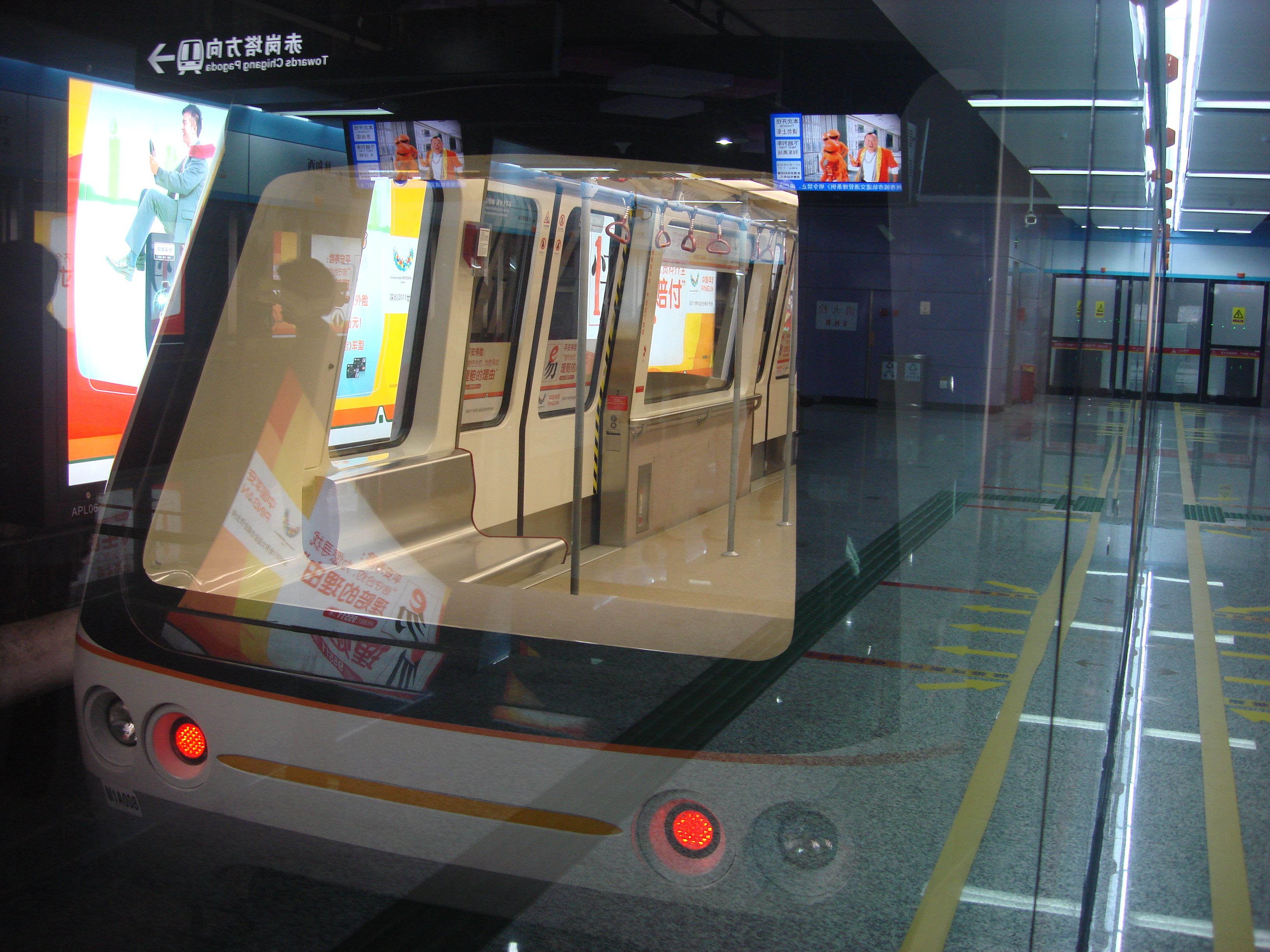
열차

| 역코드       | 역명             | 영어표기                                      | 중국어     | 환승  | 구     |
| ------------ | ---------------- | --------------------------------------------- | ---------- | ----- | ------ |
| 주장신청 APM |                  |                                               |            |       |        |
| APM/01       | 린허시 역        | Linhexi                                       | 林和西     | 3호선 | 톈허   |
| APM/02       | 체육 센터 남역   | Tianhe Sports Center South                    | 体育中心南 |       | 톈허   |
| APM/03       | 톈허 남역        | Tianhenan Station                             | 天河南     |       | 톈허   |
| APM/04       | 황푸다다오 역    | Huangpu Dadao Station                         | 黄埔大道   |       | 톈허   |
| APM/05       | 여성아동 센터 역 | Women And Children Health Care Center Station | 妇儿中心   |       | 톈허   |
| APM/06       | 화청다다오 역    | Huacheng Dadao Station                        | 花城大道   |       | 톈허   |
| APM/07       | 대극장 역        | Opera House Station                           | 大剧院     |       | 톈허   |
| APM/08       | 하이신사 역      | Haixinsha Station                             | 海心沙     |       | 톈허   |
| APM/09       | 광저우탑 역      | Canton Tower Station                          | 广州塔     | 3호선 | 하이주 |

## 같이 보기
- 광저우 지하철